# Filippo di Savoia-Racconigi
Filippo di Savoia-Racconigi (Torino, ... – Torino, 1581) fu signore e poi primo marchese di Racconigi e signore di Pancalieri con Sommariva.

## Biografia
Figlio secondogenito di Bernardino I, marchese di Racconigi, e di sua moglie la nobildonna genovese Violante Adorno, Filippo nacque a Torino.
Alla morte del padre, suo fratello maggiore Ludovico II venne chiamato a succedergli come marchese di Racconigi. Durante la reggenza del titolo paterno da parte del fratello, Filippo fu un personaggio di secondo piano ma quando Ludovico II, dopo l'assedio di Torino del 1536 scomparve misteriosamente, venne chiamato a succedergli al governo della signoria e alla guida della sua casata. Le circostanze in cui ascese Filippo furono improvvise e quanto mai singolari: i francesi, dopo aver conquistato Torino, occuparono anche Racconigi, cacciandovi i Savoia. Questo fatto fece sì che Filippo si alleasse coi marchesi di Saluzzo nel tentativo di riprendere i propri possedimenti in maniera diplomatica, prendendo quindi posizioni filo-francesi (mentre il governo ducale dei Savoia sosteneva gli Asburgo). Per la fedeltà dimostrata, nel 1538 Filippo ottenne infine la restituzione dei propri domini dai francesi.
Nel 1551, mentre si era riaccese la guerra tra Enrico II di Francia e Carlo V del Sacro Romano Impero per la successione al trono del Monferrato, il Piemonte divenne nuovamente teatro di scontri tra francesi, tedeschi e spagnoli e il 23 maggio 1554, verso mezzogiorno, Filippo di Savoia-Racconigi venne preso lungo la strada tra Pancalieri e Vigone ed assieme a Basilio Greco, ex abate di Caramagna, e Gregorio Marchisio di Vigone, venne condotto prigioniero presso la fortezza di Volpiano, occupata da una guarnigione spagnola.
Dopo la firma della pace di Cateau-Cambrésis del 1559 e la cacciata dei francesi con la conseguente restituzione della corona ducale ai Savoia, Filippo venne liberato e divenne uno dei principali collaboratori del duca Emanuele Filiberto. Sostenitore di una politica di tolleranza religiosa nel 1561, come vicario ducale, sottoscrisse la cosiddetta pace di Cavour, con cui Emanuele Filiberto di Savoia, riconosceva ai Valdesi il diritto di professare pubblicamente e liberamente il loro culto entro i confini di alcune comunità della val Pellice.
Parallelamente condusse una brillante carriera militare che nel 1571 lo portò a partecipare alla battaglia di Lepanto al fianco del figlio Francesco che però rimase ferito e morì nel corso dello scontro. Un altro dei suoi figli, Giovanni Battista, fu ambasciatore nei medesimi anni presso la Santa Sede.
Nel 1581 il nuovo duca, Carlo Emanuele I di Savoia, intenzionato a ricompensare degnamente gli enormi sforzi da Filippo e dalla sua famiglia per la corona sabauda, lo dichiarò coi suoi discendenti idoneo alla successione al trono ducale in caso di estinzione del ramo principale e di quello cadetto e riconobbe ai Savoia-Racconigi il titolo di "Altezza Reale".

## Matrimonio e figli
Filippo sposò a Racconigi nel 1537 la nobildonna Paola Costa dei signori di Miradolo, figlia di Luigi Antonio Costa della Trinità, Signore di Bene, Carrù, Tegerone, Motturone, Miradolo e Roccapiatta e sua moglie Bona Villa dei signori di Rivalba. La coppia ebbe 10 figli:
- Bernardino II, detto il "Monsignore di Racconigi" (m. 1605), conte di Racconigi e Pancalieri (1581 - 1602), investito di Tegerone (12 gennaio 1582) assieme al fratello, investito di Cavour e Villafranca (13 febbraio 1583), Signore di Barge (dal 1591), Signore di Motturone (dal 1599), investito di Tegerone (9 giugno 1598, ma lo cedette nel 1599), Cavaliere dell’Ordine Supremo della SS. Annunziata (dal 25 marzo 1569), Capitano degli Arceri delle Guardie del Corpo ducali, nel 1577 sposò Isabelle Grillet de Pommier (m. 1625), figlia di Nicolas Grille de Pommier, Conte di Saint-Riquier e di Maria Gondi, Patrizia di Firenze
- Violante, sposò Henry Nicolas de Cremieu, II conte di Altessano Inferiore e di Cremieu, luogotenente generale del duca di Savoia in Piemonte
- Francesco (m. per le ferite riportate nella battaglia di Lepanto, a Corfù 15 ottobre 1571), paggio alla corte di Spagna, poi imbarcato sulle galere spagnoli
- Amedeo Ludovico, sacerdote, il 9 marzo 1562 ottenne il beneficio dell'oratorio di Santa Maria di Racconigi
- Filiberto (m. Saragozza 1585), cavaliere dell'Ordine dei santi Maurizio e Lazzaro sposa 1583 Ottavia Solari di Moretta (25 febbraio 1573), Commendatore (11 aprile 1574).
- Bona (m. dopo il 6 febbraio 1606), sposò nel 1577 Claudio di Challant, signore di Villarset, Saint-Vincent, de la Rivière e di Montjouet, governatore di Ivrea, Generale governatore di Nizza (1577), luogotenente di Aosta (1582)
- Claudina (m. 1617), sposò nel 1570 il principe Besso I Ferrero Fieschi marchese sovrano di Masserano
- Luisa, sposò Lugi Isnardo Roero, conte di Sanfré
- Ottavia, sposò Giovanni Francesco Provana, conte di Beinette, signore di Faule e Leynì
- Giovanni Battista (1549 - Saragozza, 10 maggio 1585), sacerdote, ottenne in beneficio l'oratorio di Santa Maria di Racconigi, abate di San Benigno dal 1581, protonotario apostolico e ambasciatore a Roma nel 1582, rinuncia alla carriera ecclesiastica nel 1582; investito di Tegerone il 12 gennaio 1582 col titolo di marchese, sposò Benedetta Spinola (m. dopo il 1589), figlia del marchese Alfonso Spinola, Marchese di Garessio e Patrizio Genovese.

Ebbe inoltre una figlia naturale dalla sua amante, Nida de' Nucetti dei signori di Cavallerleone:
- Veronica, legittimata il 26 settembre 1603, sposò nel 1580 Clemente Vivalda, I barone di Mombarcaro e presidente del Senato di Torino (m. dopo il 1605).

## Ascendenza
|                                  |                 |                                       | Genitori                                 |  |  | Nonni |  |  | Bisnonni                      |  |  | Trisnonni                      |  |
|                                  |                 |                                       |                                          |  |  |       |  |  | Francesco di Savoia-Racconigi |  |  | Ludovico I di Savoia-Racconigi |  |
|                                  |                 |                                       |                                          |  |  |       |  |  | Francesco di Savoia-Racconigi |  |  | Ludovico I di Savoia-Racconigi |  |
|                                  |                 | Alice de Montbel                      |                                          |  |  |       |  |  | Francesco di Savoia-Racconigi |  |  |                                |  |
| Claudio di Savoia-Racconigi      |                 |                                       |                                          |  |  |       |  |  | Francesco di Savoia-Racconigi |  |  |                                |  |
|                                  |                 | Caterina de Seyssel                   | Jean de Seyssel, signore di Barjact      |  |  |       |  |  |                               |  |  |                                |  |
|                                  |                 | Caterina de Seyssel                   | Jean de Seyssel, signore di Barjact      |  |  |       |  |  |                               |  |  |                                |  |
|                                  |                 | Caterina de Seyssel                   | Marguerite de La Chambre                 |  |  |       |  |  |                               |  |  |                                |  |
| Bernardino I di Savoia-Racconigi |                 | Caterina de Seyssel                   |                                          |  |  |       |  |  |                               |  |  |                                |  |
|                                  |                 | Giovanni Borromeo, IV conte di Arona  | Filippo Borromeo, II conte di Arona      |  |  |       |  |  |                               |  |  |                                |  |
|                                  |                 | Giovanni Borromeo, IV conte di Arona  | Filippo Borromeo, II conte di Arona      |  |  |       |  |  |                               |  |  |                                |  |
|                                  |                 | Giovanni Borromeo, IV conte di Arona  | Francesca Visconti di Cicognola          |  |  |       |  |  |                               |  |  |                                |  |
| Ippolita Borromeo                |                 | Giovanni Borromeo, IV conte di Arona  |                                          |  |  |       |  |  |                               |  |  |                                |  |
|                                  |                 | Maria Cleofe Pio                      | Giberto Pio                              |  |  |       |  |  |                               |  |  |                                |  |
|                                  |                 | Maria Cleofe Pio                      | Giberto Pio                              |  |  |       |  |  |                               |  |  |                                |  |
|                                  |                 | Maria Cleofe Pio                      | Elisabetta Migliorati                    |  |  |       |  |  |                               |  |  |                                |  |
| Filippo di Savoia-Racconigi      |                 | Maria Cleofe Pio                      |                                          |  |  |       |  |  |                               |  |  |                                |  |
|                                  | Raffaele Adorno | Giorgio Adorno                        |                                          |  |  |       |  |  |                               |  |  |                                |  |
|                                  | Raffaele Adorno | Giorgio Adorno                        |                                          |  |  |       |  |  |                               |  |  |                                |  |
|                                  | Raffaele Adorno | Pietrina Montaldo                     |                                          |  |  |       |  |  |                               |  |  |                                |  |
| Giovanni Adorno                  | Raffaele Adorno |                                       |                                          |  |  |       |  |  |                               |  |  |                                |  |
|                                  |                 | Violante Giustiniani Longo            | Giacomo Giustiniani Longo                |  |  |       |  |  |                               |  |  |                                |  |
|                                  |                 | Violante Giustiniani Longo            | Giacomo Giustiniani Longo                |  |  |       |  |  |                               |  |  |                                |  |
|                                  |                 | Violante Giustiniani Longo            |                                          |  |  |       |  |  |                               |  |  |                                |  |
| Violante Adorno                  |                 | Violante Giustiniani Longo            |                                          |  |  |       |  |  |                               |  |  |                                |  |
|                                  |                 | Roberto Sanseverino, conte di Cajazzo | Leonetto Sanseverino, signore di Cajazzo |  |  |       |  |  |                               |  |  |                                |  |
|                                  |                 | Roberto Sanseverino, conte di Cajazzo | Leonetto Sanseverino, signore di Cajazzo |  |  |       |  |  |                               |  |  |                                |  |
|                                  |                 | Roberto Sanseverino, conte di Cajazzo | Elisa Sforza di Cotignola                |  |  |       |  |  |                               |  |  |                                |  |
| Eleonora Sanseverino             |                 | Roberto Sanseverino, conte di Cajazzo |                                          |  |  |       |  |  |                               |  |  |                                |  |
|                                  |                 | Giovanna da Correggio                 | Giovanni da Correggio                    |  |  |       |  |  |                               |  |  |                                |  |
|                                  |                 | Giovanna da Correggio                 | Giovanni da Correggio                    |  |  |       |  |  |                               |  |  |                                |  |
|                                  |                 | Giovanna da Correggio                 | Elisabetta Gonzaga                       |  |  |       |  |  |                               |  |  |                                |  |
|                                  |                 | Giovanna da Correggio                 |                                          |  |  |       |  |  |                               |  |  |                                |  |